# Werewolf: The Apocalypse – Earthblood
Werewolf: The Apocalypse – Earthblood é um jogo eletrônico de ação e RPG desenvolvido pela Cyanide e publicado pela Nacon. É baseado no jogo de RPG de mesa da White Wolf Publishing, Werewolf: The Apocalypse, e faz parte da série World of Darkness. O jogo foi lançado em 4 de fevereiro de 2021 para Microsoft Windows, PlayStation 4, PlayStation 5, Xbox One e Xbox Series X.
A história segue Cahal, um lobisomem ecoterrorista que foi banido de sua tribo de lobisomens e que luta contra a corporação Pentex e a poluição que ela causa. O jogador, como Cahal, atravessa áreas no noroeste americano e pode se transformar em lobo, humano ou lobisomem para realizar várias tarefas, como exploração, conversação e combate.

## Jogabilidade
Werewolf: The Apocalypse - Earthblood é um jogo em perspectiva terceira pessoa, single-player e RPG de ação em que o jogador assume o papel de um eco-terrorista lobisomem. O jogador explora várias áreas do noroeste americano, na forma de grandes hub worlds. Nessas áreas, o jogador joga missões, que podem ter efeitos no mundo do jogo, inclusive levando ao desbloqueio de missões secundárias. O jogador também vai para a Penumbra, um lugar entre o mundo físico e o mundo espiritual, onde pode receber sidequests ou desafios do Grande Espírito da Cachoeira, que dá ao jogador recompensas por concluí-los, como abrir atalhos entre áreas.
O lobisomem é um metamorfo e pode assumir as formas de um lobo e de um humano, além de sua forma de lobisomem. Cada forma tem sua própria mecânica de jogo ligada a ela: a forma de lobo é usada para exploração, rastreamento, espionagem e furtividade, além de ser capaz de passar por passagens estreitas; a forma humana é usada para interações, como usar máquinas e conversar com pessoas; e a forma de lobisomem é usada para combate. Quando na forma humana, outros personagens não percebem que o personagem do jogador é realmente um lobisomem, permitindo que o jogador se disfarce. O jogador desenvolve o lobisomem através de uma árvore de habilidades, onde podem escolher entre diferentes arquétipos ligados a diferentes pontos fortes e fracos. O jogador também tem acesso a vários power-ups sobrenaturais, que são retirados da natureza.
A jogabilidade envolve o gerenciamento da raiva do personagem do jogador: a raiva do lobisomem aumenta conforme ele aprende sobre os problemas que os humanos causaram, como poluição e ganância. Se o jogador permitir que a raiva do lobisomem transborde, o lobisomem entrará em um estado de frenesi e se transformará em uma fera violenta e monstruosa. Quando em estado de frenesi, o lobisomem é mais poderoso, mas também acha mais difícil analisar informações, como se um personagem é um inimigo ou inocente, e vai chamar a atenção dos inimigos. Uma vez no estado de frenesi, a única maneira de sair dele é matar todos os presentes, independentemente de serem inimigos ou não.

## Sinopse

### Ambientação
Earthblood se passa no noroeste americano e se passa no Mundo das Trevas, onde seres sobrenaturais, como vampiros e lobisomens, secretamente lutam pelo poder. O mundo é governado por três entidades: a Wyld, uma força caótica e criativa que cria vida e supervisiona a natureza; a Weaver, que tem a tarefa de dar forma à criatividade da Wyld, organizando a Terra; e a Wyrm, que originalmente existia como uma força de equilíbrio entre a Wyld e a Weaver, originalmente uma força de colapso e renovação, mas que se tornou como um buraco negro tentando destruir tudo devido ao quão poderosa a Weaver se tornou, e que corrompe humanos facilmente.
O jogo se concentra em lobisomens, conhecidos como Garou, cuja nação consiste em treze tribos chamadas de Nação Garou. Enquanto os vampiros se integram às sociedades humanas, os lobisomens são contemplativos, e são retratados como o "sistema imunológico do planeta", trabalhando para proteger a natureza. Diferentes tribos têm diferentes visões sobre como conseguir isso e como lidar com a humanidade: por exemplo, os Andarilhos do Asfalto pensam que a humanidade pode sair dos problemas ambientais com o uso da tecnologia; as Fúrias Negras lutam pelo feminismo, direitos das mulheres e igualdade de gênero; os Roedores de Ossos se preocupam com a classe social e lutam por pessoas economicamente oprimidas; e os Garras Vermelhas gostariam de travar uma guerra contra a humanidade para ver quem sobreviverá. Devido às suas diferentes perspectivas, há muitas lutas internas entre as tribos.

### Enredo
O jogo segue o lobisomem Cahal, que deixou sua tribo, a familial tribo Fianna de lobisomens irlandeses, depois de matar acidentalmente outro membro da tribo, mas retorna para protegê-lo e dominar sua raiva após descobrir uma nova ameaça. Em sua busca pela redenção, ele participa da Grande Guerra dos Garou para lutar contra a poderosa corporação Pentex, que causa poluição e problemas ambientais,< e serve conscientemente a Wyrm para explorar seus poderes, e cuja subsidiária produtora de petróleo Endron está instalando um local de extração junto a um santuário.

## Desenvolvimento

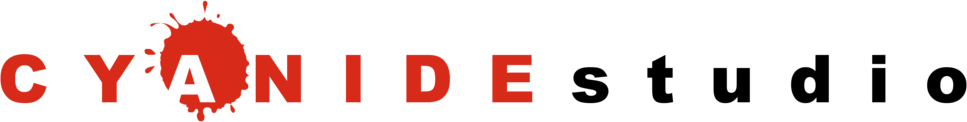
O jogo foi desenvolvido pela Cyanide.

Werewolf: The Apocalypse - Earthblood foi desenvolvido pela Cyanide no motor de jogo Unreal Engine 4, com a cooperação da White Wolf Publishing para ajudar a tornar o jogo fiel ao RPG de mesa da White Wolf, Werewolf: The Apocalypse, RPG no qual Earthblood é baseado. O jogo é dirigido por Julien Desourteaux, com Martin Ericsson atuando como escritor principal. Toda a equipe de level design do jogo anterior da Cyanide, o Styx: Shards of Darkness, também trabalhou em Earthblood, e havia de acordo com Desourteaux, muitas coisas sendo transportadas de Shards of Darkness para Earthblood, embora eles tivessem que desenvolver o combate do zero.
Antes do início do desenvolvimento do jogo, os desenvolvedores consideraram vários gêneros para uma adaptação de Werewolf: The Apocalypse, como um brawler ou um RPG isométrico, antes de decidir que ele seria um RPG de ação. As primeiras perguntas que eles fizeram, que formariam o jogo, incluíam "Quando você ficará furioso?", "Quando você vai usar a violência?", "Quando você terá o suficiente?" E "Qual é o preço de mudar o mundo pela violência?"; eles queriam evitar dar respostas consideradas corretas, e queriam que o jogador pensasse sobre isso por si mesmo e encontrasse as respostas.
De acordo com Desourteaux, essa questão do controle da raiva é o tema principal do jogo; uma narrativa ramificada foi considerada para facilitar a exploração dessas questões, mas eventualmente os desenvolvedores decidiram por uma história amplamente linear com ramificações menores. Ericsson descreveu o jogo como fortemente focado em sua narrativa e, portanto, com um protagonista definido e uma história fixa com temas como família, afastamento, cinismo e idealismo.
A pré-produção do jogo começou por volta do final de 2016, após a compra da White Wolf pela Paradox Interactive em 2015, e o jogo foi anunciado em janeiro de 2017. Foi originalmente programado para ser publicado pela Focus Home Interactive, mas mudou a editora para a Nacon em 2018 após a compra da Cyanide pela Nacon. Ele foi apresentado pela primeira vez na E3 2019 em Los Angeles em junho de 2019, e foi exibido no PDXCON 2019 em outubro. O jogo foi lançado em 4 de fevereiro de 2021 para Microsoft Windows, PlayStation 4, PlayStation 5, Xbox One e Xbox Series X.

## Recepção
Embora o jogo tenha sido bem recebido na E3 2019, com a revista Paste chamando-o de um de seus jogos favoritos exibidos lá, ele teve "críticas mistas ou médias" no lançamento, de acordo com o agregador de revisões Metacritic; a versão para PlayStation 4 se destacou por receber muitas críticas negativas.